# Квітковий дует
«Квітко́вий дуе́т» («Дуе́т кві́тів»; фр. Duo des fleurs) — дует для сопрано та мецо-сопрано у першому акті опери Лео Деліба «Лакме», прем'єра якої відбулася у Парижі 1883 року. Пісню виконують Лакме та її покоївка Малліка під час збирання квітів біля річки.
Є популярною композицією що використовується у найрізноманітніших медіавитворах зокрема у трейлері та титрах до «Killzone 2».